# Leonardina woodi
Leonardina woodi е вид птица от семейство Muscicapidae, единствен представител на род Leonardina.

## Разпространение
Видът е разпространен във Филипините.